# Veselin Petrović
Veselin Petrović (* 6. September 1929 in Vlasenica; † 8. November 1995 in Belgrad) war ein jugoslawischer Radrennfahrer und nationaler Meister im Radsport.

## Sportliche Laufbahn
Petrović war im Straßenradsport aktiv. Während des Zweiten Weltkriegs zog er mit seiner Familie nach Belgrad und begann schon als Jugendlicher mit dem Radsport. Er war siebenmal jugoslawischer Meister in verschiedenen Disziplinen auf der Straße und im Bahnradsport. 1953 und 1956 gewann er den Titel im Straßenrennen. 1957 und 1959 stand er bei den Meisterschaften ebenfalls auf dem Podium. In seiner Karriere gewann er über 100 Rennen und vertrat sein Land bei 82 internationalen Wettbewerben. Petrović war der Gewinner der Tour de Macedonia 1951 und der Jugoslawien-Rundfahrt 1954. Er startete im olympischen Straßenrennen bei den Olympischen Sommerspielen 1956 in Melbourne und belegte den 26. Platz. 1960 war er erneut bei den Spielen in Rom dabei und fuhr das Mannschaftszeitfahren, wobei sein Team den 15. Platz belegte. Er fuhr auch die Algerien-Rundfahrt, die Ägypten-Rundfahrt (ein Etappensieg 1955) und die Luxemburg-Rundfahrt für Amateure. Die Internationale Friedensfahrt sah ihn viermal am Start, sein bestes Resultat in der Gesamtwertung war der neunte Rang 1957.

## Berufliches
Petrović absolvierte ein Sportstudium an der Fakultät für Sport und Leibeserziehung in Belgrad. Nach seiner Karriere als Radrennfahrer war Veselin Petrović Sportdirektor der Jugoslawien-Rundfahrt und der Serbien-Rundfahrt. Er war auch Direktor des Auswahlausschusses für den jugoslawischen Radsport, Präsident des serbischen Radsportverbandes und offizieller Vertreter Jugoslawiens in der UCI.